# Antodice eccentrica
Antodice eccentrica là một loài bọ cánh cứng trong họ Cerambycidae.